# 埼玉県道・東京都道55号所沢武蔵村山立川線
埼玉県道・東京都道55号 所沢武蔵村山立川線（さいたまけんどう・とうきょうとどう55ごう ところざわむさしむらやまたちかわせん）は、埼玉県所沢市から東京都武蔵村山市を経て立川市に至る都県道（主要地方道）である。

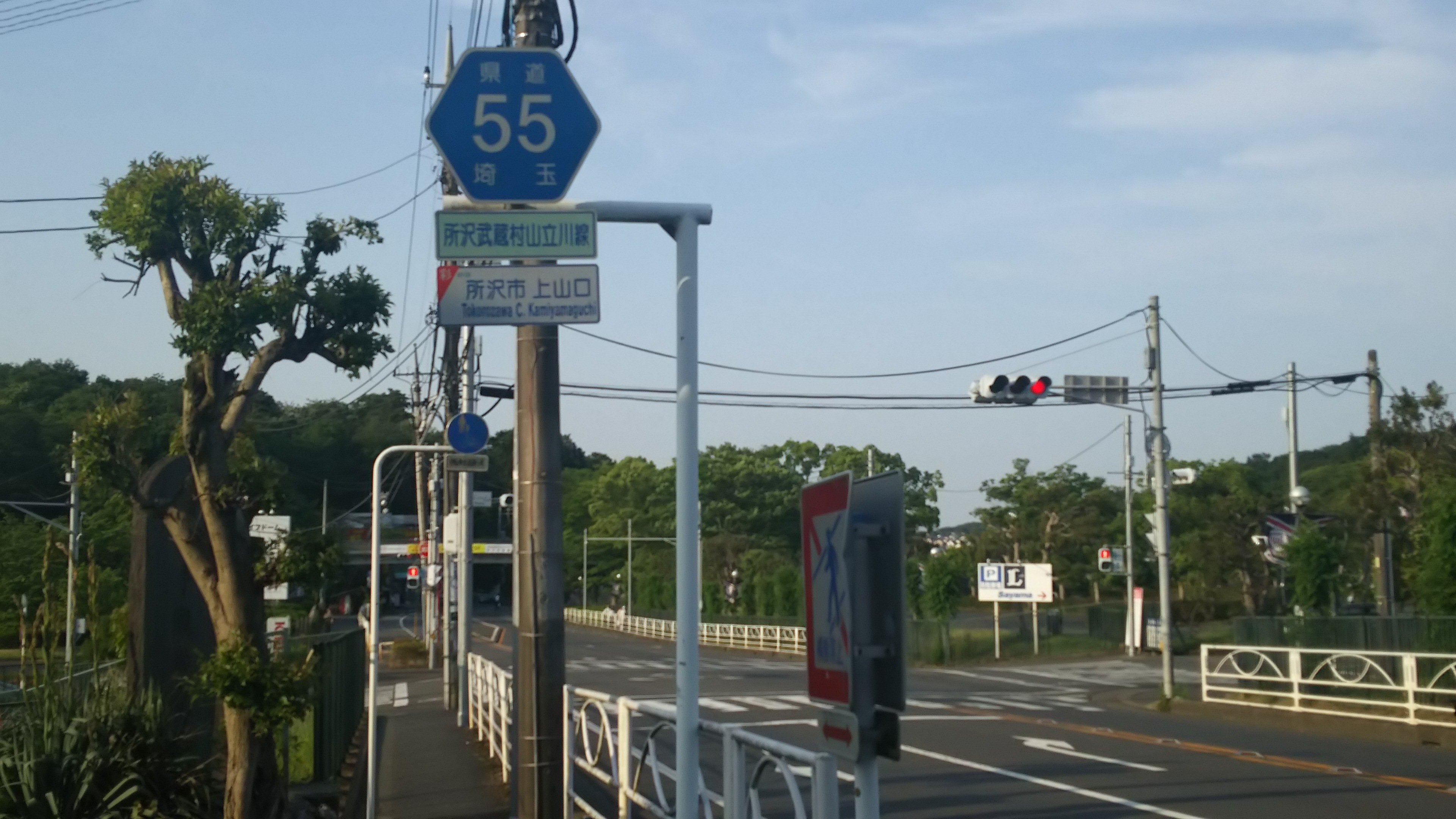
所沢市上山口付近

## 概要
日産自動車村山工場の東側を通っていたことから「日産通り」と通称されていた。2004年（平成16年）に工場が閉鎖された今も「日産通り」と呼ばれることがある。東京都建設局の工事案内では「旧日産通り」とされていた。

### 路線データ
- 起点 : 埼玉県所沢市西所沢
- 終点 : 東京都立川市砂川町
- 路線延長 : 6,644 m

## 歴史
- 1993年（平成5年）5月11日 - 建設省から、都県道所沢武蔵村山立川線が所沢武蔵村山立川線として主要地方道に指定される[2]。

## 路線状況

### 重複区間
- 埼玉県道4号東京所沢線（埼玉県所沢市・金山町交差点 - 埼玉県所沢市・岩崎交差点）[3]
- 東京都道5号新宿青梅線（武蔵村山市本町・かたくりの湯入口交差点 - 武蔵村山市役所東交差点）

### 旧道
- 武蔵村山市本町3丁目73番地付近 - 同1番地付近

## 地理

### 通過する自治体
- 埼玉県
  - 所沢市
- 東京都
  - 東大和市[4]
  - 武蔵村山市[5]
  - 立川市

### 交差する道路
| 接続する道路                                                   | 接続する道路                                                   | 交差点名         | 所在地 | 所在地     | 所在地    |
| -------------------------------------------------------------- | -------------------------------------------------------------- | ---------------- | ------ | ---------- | --------- |
| 国道463号 埼玉県道4号東京所沢線 埼玉県道179号所沢青梅線        | 国道463号 埼玉県道4号東京所沢線 埼玉県道179号所沢青梅線        | 金山町           | 埼玉県 | 所沢市     | 金山町    |
| 埼玉県道222号西所沢停車場線                                    |                                                                | 西所沢駅入口     | 埼玉県 | 所沢市     | 西所沢    |
| 埼玉県道4号東京所沢線（所沢入間バイパス）                      | 埼玉県道4号東京所沢線（所沢入間バイパス）                      | 岩崎             | 埼玉県 | 所沢市     | 山口      |
| （さくら通り）                                                 | （さくら通り）                                                 | 山口中入口       | 埼玉県 | 所沢市     | 山口      |
| （山口城趾通り）                                               | （山口城趾通り）                                               | 山口城趾前       | 埼玉県 | 所沢市     | 山口      |
| （北野天神通り）                                               | 本線                                                           | 高橋             | 埼玉県 | 所沢市     | 上山口    |
| （多摩湖中堤道路）                                             | （多摩湖中堤道路）                                             | 多摩湖北         | 東京都 | 東大和市   | 多摩湖町2 |
| 東京都道5号新宿青梅線（青梅街道） 東京都道59号八王子武蔵村山線 | 東京都道5号新宿青梅線（青梅街道） 東京都道59号八王子武蔵村山線 | かたくりの湯入口 | 東京都 | 武蔵村山市 | 本町      |
| 東京都道5号新宿青梅線                                          | 本線                                                           | 武蔵村山市役所東 | 東京都 | 武蔵村山市 | 中央      |
| 東京都道5号新宿青梅線（新青梅街道）                            | 東京都道5号新宿青梅線（新青梅街道）                            | 三本榎           | 東京都 | 武蔵村山市 | 榎        |
|                                                                | （江戸街道）                                                   | 榎               | 東京都 | 武蔵村山市 | 榎        |
| 東京都道7号杉並あきる野線（五日市街道）                        | 東京都道7号杉並あきる野線（五日市街道）                        | 砂川三番         | 東京都 | 立川市     | 砂川町    |

### 交差する鉄道・河川
- 西武池袋線
- 西武狭山線
- 柳瀬川（高橋）
- 空堀川（横田橋）
- 西武拝島線
- 玉川上水（金比羅橋）

### 沿線にある施設など
| 施設                               | 所在地 | 所在地     |
| ---------------------------------- | ------ | ---------- |
| 西所沢駅                           | 埼玉県 | 所沢市     |
| 下山口駅                           | 埼玉県 | 所沢市     |
| 所沢警察署山口交番                 | 埼玉県 | 所沢市     |
| 西武球場前駅                       | 埼玉県 | 所沢市     |
| 西武ドーム                         | 埼玉県 | 所沢市     |
| 狭山スキー場                       | 埼玉県 | 所沢市     |
| 山口貯水池（狭山湖）               | 埼玉県 | 所沢市     |
| 村山貯水池（多摩湖）               | 東京都 | 武蔵村山市 |
| 村山温泉かたくりの湯               | 東京都 | 武蔵村山市 |
| 武蔵村山市歴史民俗資料館           | 東京都 | 武蔵村山市 |
| 武蔵村山市役所                     | 東京都 | 武蔵村山市 |
| 武蔵村山市民会館                   | 東京都 | 武蔵村山市 |
| イオンモールむさし村山             | 東京都 | 武蔵村山市 |
| 東京経済大学（武蔵村山キャンパス） | 東京都 | 武蔵村山市 |
| 東京消防庁立川消防署 砂川出張所    | 東京都 | 立川市     |

## 沿道状況
国道463号（入間・浦和方面）、県道4号（田無方面）、県道179号（青梅・新座方面）との交差点を起点とし、南西に進路を伸ばす。西所沢駅入口交差点で県道222号（西所沢駅方面）と交差し、県道4号バイパス（東村山・飯能方面）と接続する。さらに西へ進路を伸ばし、西武球場を越えると東京都に入る。西へ屈折し、多摩湖北岸を進む。南に進路を変え、青梅街道（瑞穂・西東京方面）と多摩大橋通り（八王子方面）との交差点を迎え、西東京方面に都道5号と重複する。2つ目の交差点で重複を解消し、進路を再び南に向ける。新青梅街道（甲府・西新宿方面）と交差し、終点は都道7号（福生・杉並方面）と交差する。